# チャンリミタン・スタジアム
チャンリミタン・スタジアム（英: Changlimithang Stadium）は、ブータンの首都ティンプーにある多目的スタジアムであり、ブータンの国立競技場である。

## 概要
第4代ブータン国王ジグミ・シンゲ・ワンチュクが即位した1974年に設立された。収容人数は25,000人。当初の収容人数は10,000人だったが、2008年に第5代ブータン国王ジグミ・ケサル・ナムゲル・ワンチュクが即位し記念式典が開催されるのに伴い2007年に改修工事が行われた。現在は主にサッカーの試合に用いられる他、建国記念日の式典などの式典会場としても用いられる。現在、A-ディヴィジョンに所属するドルク・スターFCやドルク・ポルFCがホームスタジアムとして使用している他、サッカーブータン代表がホームスタジアムとして使用する。
2002年には、2002 FIFAワールドカップの決勝戦が横浜国際総合競技場で開催された同日の6月30日に、FIFAランキング203位（当時最下位）のサッカーモントセラト代表と同202位のブータン代表の試合がこのスタジアムで開催され、ホームのブータン代表が4-0で勝利している。この試合はThe Other Final（もう一つの決勝戦）としてドキュメンタリー映画になっている（詳細はアザー・ファイナルの項を参照）。

## 交通アクセス
ティンプー市のバスターミナルより徒歩すぐ。